# Christa Miller
Pour les articles homonymes, voir Miller.
Christa Miller, parfois créditée sous le nom de Christa Miller Lawrence, née le 28 mai 1964 à Manhattan, quartier de New York, est une actrice américaine.

## Biographie

### Enfance
Christa Beatrice Miller est née le 28 mai 1964 à Manhattan, quartier de New York, dans l'État de New York, aux (États-Unis).

### Vie privée
Christa Miller est mariée à Bill Lawrence (le créateur des séries Scrubs et Cougar Town dans lesquelles elle joue) depuis le 27 septembre 1999.
Ils ont trois enfants : Charlotte Sarah née le 8 juin 2000, William Stoddard né le 3 janvier 2003 et Henry Vanduzer né le 8 octobre 2006.
Depuis son mariage, dans les génériques de films ou séries télévisées tournés, elle est désormais appelée Christa Miller Lawrence.

## Filmographie

### Comme actrice

#### Cinéma
- 1995 : Love and Happiness
- 1999 : Goat on Fire and Smiling Fish : Kathy
- 2000 : The Operator : Janice Wheelan

#### Télévision
- 1992 : Stepfather III : Beth Davis
- 1994 : Mortel Rendez-vous (A Friend to Die For) : Terri
- 1994 : Le Prince de Bel-Air (saison 4, épisode 15)
- 1995 : Seinfeld (saison 6, épisode 20) : Paula
- 1995 - 2002 : Le Drew Carey Show : Kate O'Brien
- 2001 - 2010 : Scrubs : Jordan Sullivan
- 2002 : Clone High : Cleopatra (voix)
- 2008 : La Menace Andromède : Dr Angela Noyce
- 2009 : Les Experts : Miami (saison 7, épisode 17) : Amy Lansing
- 2009 - 2015 : Cougar Town (saisons 1 à 6) : Ellie Torres
- 2011 : Private Practice (saison 5, épisode 5) : Une patiente du Dr. Reilly (non créditée)
- 2019 : Whiskey Cavalier (saison 1, épisode 12) : Deux faces d'une même pièce (Two of a Kind) : Kelly Ashland[1]
- 2023 : Shrinking : Liz

## Voix françaises
En France
- Brigitte Aubry[2] dans (les séries télévisées) :
  - Scrubs
  - La Menace Andromède
  - Cougar Town
  - Whiskey Cavalier
  - Shrinking

Et aussi
- Isabelle Maudet dans Le Drew Carey Show[3] (série télévisée)

Au Québec